# Parothria ecuadorina
Parothria ecuadorina là một loài bướm đêm trong họ Noctuidae.